# Obrót Mohawk
Obrót Mohawk (ang. Mohawk turn) – to jeden z elementów łyżwiarskich zaliczanych do sekwencji kroków. W obrocie Mohawk łyżwiarz zmienia nogę łyżwiarską oraz kierunek jazdy pozostając cały czas na tej samej krawędzi łyżwy (jeżeli rozpoczynał obrót na wewnętrznej to po zmianie nogi kontynuuje jazdę na wewnętrznej lub odwrotnie). Obrót Mohawk na krawędzi wewnętrznej są prostszy do wykonania od tego na krawędzi zewnętrznej.
Obrót Mohawk pozwala łyżwiarzowi na przygotowaniu się do najazdu do wykonania skoku lub kiedy musi szybko zmienić kierunek jazdy. Najczęściej obrót Mohawk wykonywany z prawej nogi przodem na krawędzi wewnętrznej na lewą nogę tyłem wewnątrz (np. przed flipem) i z prawej nogi tyłem zewnątrz do lewej nogi przodem zewnątrz (np. przed salchowem lub axlem).
Nazwa obrotu Mohawk (podobnie jak nazwa obrotu Choctaw) pochodzi od nazwy rdzennych Amerykanów, których Brytyjczycy przywozili do Wielkiej Brytanii w XVIII wieku, aby zabawiali elitę. Brytyjscy łyżwiarze figurowi zauważyli, że pozy wykonywane przez Indian w ich tańcach wojennych są podobne do obrotu w łyżwiarstwie figurowym który wykonują, więc nadali mu nazwę Mohawk.